# Vezot
Vezot là một xã trong tỉnh Sarthe ở tây bắc nước Pháp. Xã này nằm ở khu vực có độ cao từ 124-214 mét trên mực nước biển.